# Sonata per pianoforte (Bartók)
La Sonata per pianoforte BB 88 (Sz. 80) è un brano per pianoforte solo di Béla Bartók, composto nel giugno del 1926. 

## Storia
Già nel 1915 Bartok aveva composto una Sonatina per pianoforte solo. Il 1926 è stato definito dai musicologi "l'anno del pianoforte" di Bartók, durante il quale il musicista conobbe uno spostamento creativo dallo stile di Beethoven a quello di Bach. Oltre alla sonata, scritta nel mese di giugno, Bartók compose nel medesimo anno la raccolta di cinque pezzi intitolata All'aria aperta, il Concerto per pianoforte n. 1 e iniziò a scrivere il Mikrokosmos che terminerà solo nel 1939.
La dicitura, riportata in calce al manoscritto, "Dittának, Budapesten, 1926, jun.", confermando la datazione dell'opera e la dedica alla seconda moglie del compositore, Ditta Pásztory-Bartók.

## Struttura
La sonata è composta da tre movimenti:
1. Allegro moderato
2. Sostenuto e pesante
3. Allegro molto

Il brano è contraddistinto dal forte carattere ritmico e percussivo, con influenze che derivano dalla musica popolare; ha una solida base contrappuntistica  e una struttura lineare di stampo neoclassico; è infatti tonale, ma al tempo stesso altamente dissonante e non riporta l'indicazione della tonalità.
Il musicologo Halsey Stevens ha riscontrato in questo lavoro le prime forme di tratti stilistici che si sarebbero poi pienamente sviluppati tra il 1934 ed il 1940, la cosiddetta "età d'oro" di Bartók.